# مراقبة النفس
مراقبة النفس أو مراقبة الذات هي مفهوم أثاره في سبعينيات القرن الماضي مارك سنايدر، يوضح مدى مراقبة المرء لسلوكه التعبيري وتقديمه لذاته وتعبيراته العاطفية غير اللفظية. البشر عمومًا مختلفون من نواح جوهرية في القدرة على التحكم التعبيري وفي الرغبة فيه (انظر الدراماتورجيا). تُعرَّف مراقبة النفس بأنها: سمة شخصية تشير إلى القدرة على ضبط السلوك بما يلائم مختلف المواقف الاجتماعية. يميل المهتمون بتقديمهم التعبيري لأنفسهم (انظر توجيه الانطباع) إلى الإمعان في مراقبة الحضور، لضمان الظهور بالمظهر العام المناسب أو المرغوب. يحاول من يُراقب نفسه أن يفهم كيف سيحكم الأفراد والجماعات على تصرفاته. عادة ما تتصرف بعض الشخصيات تلقائيًا (مراقبة نفس منخفضة)، في حين تميل شخصيات أخرى إلى التحكم في سلوكاتها وضبطها عن قصد ووعي (مراقبة نفس عالية). تحث بعض الدراسات الحديثة على التمييز بين المراقبة الاكتسابية للنفس والمراقبة الوقائية، لاختلاف تفاعل كل منهما مع السمات التِّلْوية. في هذا تمييز لدوافع السلوكات الناجمة عن مراقبة النفس: فإن كان السلوك لاكتساب تقدير من الآخرين فهو «اكتسابي»، وإن كان لوقاية النفس من الرفض الاجتماعي فهو «وقائي».

## السياق التاريخي

### أهمّ دراسات الحالة
يوجد عديد من دراسات الحالة التي استُعملت فيها «مراقبة النفس» بصفتها متغيرًا مهمًا. ففي عديد من الدراسات الحديثة، بُحثت علاقة مراقبة النفس بكل من: السلوك أثناء تأدية مهمة، واستغلال مكان العمل، والمنصب القيادي.
أُجريت دراسة تجريبية عن السلوك أثناء تأدية مهمة، بمساعدة طالبَين من طلاب الثانوية مصابَين ببعض أعراض عجز التعلم. دُرِّبا بواسطة تطبيق من تطبيقات مراقبة النفس، وحُفزا ببعض المحفزات، فكانت النتيجة ظهور تحسّنات في سلوكهما أثناء تأدية مهماتهما بعدما ازدادت مراقبتهما لنفسيهما.
وأما الأدلة النظرية والتجريبية على نتيجة مراقبة النفس في مكان العمل، فالأبحاث تشير إلى أن علوّ مراقبة النفس متصل بالكفاءة في تلبية التوقعات الاجتماعية والظهور القيادي. وتؤكد نتائج دراسة أجراها الباحثان داي وشلايكر أنه كلما ازدادت درجة المرء على مقياس مراقبة النفس، ازداد نجاحًا في التأقلم والتقدم والاستيعاب في مكان العمل.
دُرست علاقة مراقبة النفس بالتنقل الوظيفي تحديدًا، مع مجموعة من خريجي ماجستير إدارة الأعمال، وذكر أن الأعلى مراقبة للنفس أَكثر ميلًا إلى الترقّي وترك موظِّف إلى آخر وتغيير أماكن العمل مقارنة بالأقل مراقبة للنفس.

### جدل وارتباك
على الرغم من الأبحاث والنظريات التي دارت حول مفهوم مراقبة النفس، ظلت حقيقيّته محل جدل وارتباك. نشأ الجدل المبدئي بعدما أُجريت تحليلات عوامل وكشفت أن معظم عناصر «مقياس مراقبة النفس» كانت بنيتها متعددة العوامل. تبيّن أنه لا بد من وجود 3 عوامل لتوضيح ما بين عناصر القياس من علاقات: التمثيل «مثال: أظنني أصلح ممثلًا جيدًا»، والانفتاح «مثال: نادرًا ما أكون محط الانتباه إذا كنت في مجموعة»، والانقياد للغير «مثال: أظنني سأتعرض لتسلية الآخرين أو إعجابهم» (الباحثان مارك سنايدر وستيفن غانجستاد - 2000). على الرغم من استعمال تحليلات العوامل هذه في قياس مستوى مراقبة النفس، فإنها هي التي أثارت التساؤل عن حقيقيّة هذه المراقبة ووجودها. ذهب سنايدر وغانجستاد في عام 2000 من خلال سلسلة من التجارب إلى أنها ظاهرة حقيقية موحدة، إذ أظهرا أن كل مقاييس المعيار الخارجي، التي تمثل مجموعة واسعة من الظواهر المتعلقة بالتحكم التعبيري، تشير إلى أن مراقبة النفس ظاهرة سببية حقيقية.

## المقياس
طُور مقياس مراقبة النفس في عام 1974، لقياس ما إذا كان للفرد الإرادة والقدرة على تغيير انطباع الناس عنه بتوجيه انطباعاتهم في التفاعلات الاجتماعية المختلفة. تتحدد الدرجة بخمسة وعشرين سؤالًا يجيب عنه الفرد بعد تفكير، فتحدّد كيف يمكن الفرد التلاعب بالإشارات غير اللفظية وتعديل تصرفاته بما يناسب كل موقف. تُحسب النتيجة بناء على كيفية إجابته عن أسئلة «صح» و«خطأ».

### ذَوو المراقبة المنخفضة
يميل الأشخاص المنخفضة مراقبتهم لأنفسهم إلى إظهار تعابير متماشية مع بواطنهم (أي معتقداتهم ومواقفهم ومسالكهم الطبيعية) بغض النظر عن العواقب الاجتماعية. وغالبًا ما يقل تقيّدهم بالسياق الاجتماعي، ويعدّون إظهار أي تقديم للنفس وأي تعبير مخالف لباطنهم كذبًا غير مرغوب. ومن ثَم فأولئك الذين لا يرغبون في مراقبة نفوسهم وضبط سلوكاتهم يكونون عنيدين عدوانيين مع الآخرين عادة. هذا يجعلهم أشد عرضة للشجب والرفض، وما قد ينتج عن هذا من غضب وقلق وشعور بالذنب وإحساس بالدونية والعزلة والاكتئاب. حتى الطيش العرَضي قد يجعل المواقف الاجتماعية محرجة، وقد يؤدي إلى خسارة صديق أو زميل أو زبون أو حتى وظيفة. فأما من عنده استعداد لضبط سلوكه، فغالبًا ما يجد الآخرين أكثر تقبّلًا ولطفًا وإحسانًا تجاهه.

### ذَوو المراقبة العالية
يُوصف من يراقب نفسه بعناية بأنه ذو مراقبة نفس عالية، ويغلب على سلوكه مراعاة التلميحات والسياقات الاجتماعية. يمكن حسبان ذوي المراقبة العالية نفعيين يمثّلون لإعجاب الآخرين وتلقي ردود إيجابية. ينخرط أولئك في تحكّمات تعبيرية أكثر، ويهتمون بالمواءمة الاجتماعية اهتمامًا أكبر مقارنة بالمنخفضة مراقبتهم لأنفسهم. نتيجة إقبال هؤلاء على ضبط سلوكهم، قد يراهم الآخرون أكثر تقبّلًا ولطفًا وإحسانًا تجاههم.

## الفرق بين النوعين
تتراوح الدرجة المنخفضة بين 0-8، وتتراوح الدرجة العالية بين 15-22. من سمات العالية مراقبتهم لأنفسهم أنهم يغيرون سلوكهم بسهولة ويسر حسب ما يتطلب الموقف، في حين أن المنخفضة مراقبتهم لأنفسهم لا يهتمون بتعديل سلوكهم حسب ما يتطلب الموقف، ويميلون إلى التمسك بآرائهم وسلوكاتهم بغض النظر عن السياق. يستسهل النوع الأول تعديل السلوك بناء على الموقف أكثر من النوع الآخر. يميل ذوو المراقبة العالية إلى تغيير معتقداتهم وآرائهم وفق مَن يحادثونهم، أما ذوو المراقبة المنخفضة؛ فيميلون إلى التمسك بآرائهم في كل المواقف. دُرس هذا في ما يتصل بالعلاقات، فوُجد أن ذوي المراقبة العالية يحظَون بمواعدات وشركاء جنسيين أكثر، وأنهم أَقْبل لممارسة الجنس مع أشخاص لا تجمعهم علاقة حب، وأقرب لأن يكونوا قد مارسوا الجنس مع أشخاص لليلة واحدة فقط، وأكثر ميلًا إلى خداع الشركاء الرومانسيين المحتمَلين. ذوو المراقبة العالية أقرب إلى تولي المناصب القيادية، وأكثر ميلًا إلى اتخاذ شركاء رومانسيين انطوائيين لكن جذابين، أما ذوو المراقبة المنخفضة؛ فهم أكثر ميلًا إلى اتخاذ غير جذابين لكن اجتماعيين.